# César Pereyra
César Emanuel Pereyra (Vila Ocampo, 23 novembre 1981) è un ex calciatore argentino, di ruolo attaccante.

## Caratteristiche tecniche
È un'ala destra che può giocare anche sulla fascia opposta.

## Carriera
Si è laureato capocannoniere del Torneo Inicial della Primera División 2013-2014.